# Eliurus grandidieri
Eliurus grandidieri é uma espécie de roedor da família Nesomyidae.
É endêmica de Madagascar.